# Salva Kiir Mayardit
Salva Kiir Mayardit  (Bahr al-Ghazal, 13 de septiembre de 1951) es un político sursudanés que ha sido presidente de Sudán del Sur desde su independencia el 9 de julio de 2011.  Antes de la independencia, fue Presidente del Gobierno de Sudán del Sur, así como Primer Vicepresidente de Sudán, de 2005 a 2011. Fue nombrado Comandante en Jefe del Ejército de Liberación del Pueblo Sudanés (SPLA) en 2005, tras la muerte de John Garang.

## Carrera
Miembro fundador del Ejército Popular de Liberación de Sudán (SPLA), fue elegido por los dirigentes del SPLA para continuar con el proceso de paz que formalmente puso fin a la segunda guerra civil sudanesa por el  Acuerdo de Naivasha en enero de 2005 . Al igual que Garang, proviene de la tribu Dinka, la más numerosa en el sur de Sudán, pero perteneciente a un clan diferente.
En la década de 1960, Kiir se unió a los rebeldes del sur en la primera guerra civil sudanesa.

### Presidente del Gobierno Autónomo
Tras la muerte de John Garang a finales de julio de 2005, le sustituyó como vicepresidente de Sudán (11 de agosto de 2005) y presidente del gobierno de Sudán del Sur (el cargo de vicepresidente pasó a Riak Machar).
Cuando se abrió el consejo legislativo de Sudán del Sur en Juba (septiembre 2005) estuvo presente y en octubre anunció la formación de un gobierno. En noviembre se produjo una escisión en el SPLM por la disputa por la presidencia del parlamento entre Minni Arkou Minnawi (que fue elegido) y Abdelwahid Mohamed en-Nour, Kiir logró un compromiso entre las dos facciones. En diciembre de 2005 firmó la constitución de Sudán del Sur.

### Presidente de la República
Kiir fue reelegido con el 93 % de los votos en las elecciones sudanesas de 2010. Aunque la votación tanto en el nivel nacional como subnacional, fue criticada por activistas democráticos y los observadores internacionales, el margen abrumador de la reelección Kiir fue señalado por algunos medios de comunicación como el "Primer Paso" en el proceso de secesión de Sudán. Después de su reelección, Omar al-Bashir reeligió a Kiir como su primer vicepresidente de conformidad con la constitución provisional.